# My Baby!
My Baby! è un singolo della cantautrice italiana Ginevra, pubblicato il 15 novembre 2024 come primo estratto dal secondo album in studio Femina.

## Descrizione
Il brano, scritto dalla stessa cantautrice con Domenico Finizio, è prodotto da quest'ultimo con Francesco e Marco Fugazza, in arte Suorcristona, e ha anticipato l'uscita dell'album Femina, pubblicato il 24 gennaio 2025.

## Video musicale
Il video musicale, diretto da Silvia Violante Rouge, è stato pubblicato il 20 novembre 2024 attraverso il canale YouTube dell'Asian Fake.

## Tracce
Testi di Ginevra Lubrano e Domenico Finizio, musiche di Ginevra Lubrano, Francesco Fugazza e Lorenzo Pisoni.
1. My Baby! – 2:57